# Bouddhisme à Taïwan

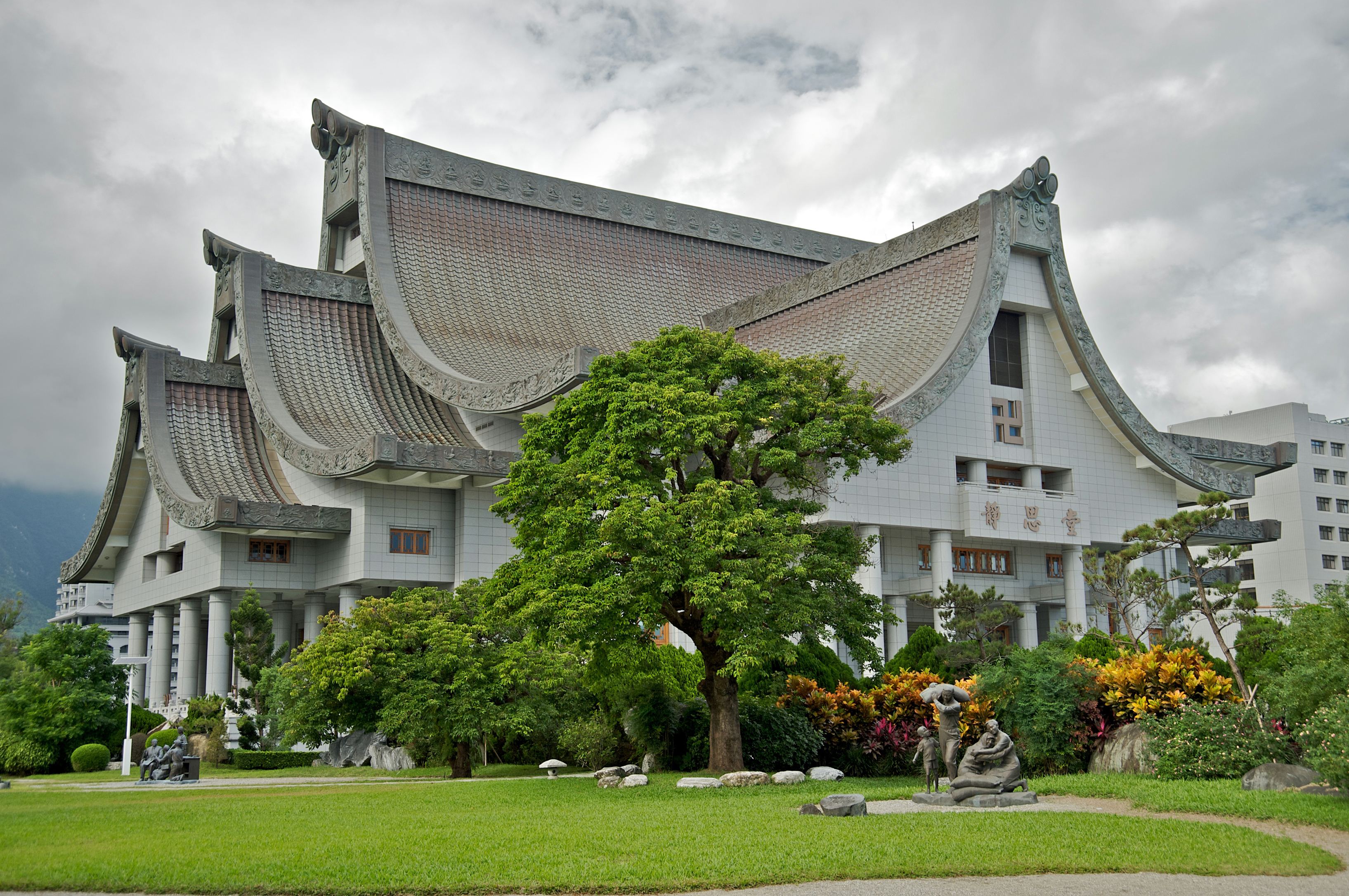
ONG bouddhiste Tzu Chi, Taïwan.

Le Bouddhisme est une religion majeure de Taïwan. Plus de 90 % des Taïwanais pratiquent la religion traditionnelle chinoise qui intègre des éléments bouddhistes et taoïstes, des principes confucianistes et des traditions locales. Le clergé bouddhiste ou taoïste y intervient lors d’occasions particulières comme les funérailles. Un plus petit nombre de Taïwanais se réclame plus particulièrement des enseignements et institutions du bouddhisme chinois, sans nécessairement exclure la pratique d’autres traditions religieuses. Une étude avance que 7 à 15 % des Taïwanais sont bouddhistes au sens strict ; ceux-ci sont en principe végétariens. 
Nonobstant le syncrétisme de la religion populaire, les statistiques officielles distinguent bouddhisme et taoïsme et donnent des nombres presque égaux pour les deux (en 2005, 8 millions et 7,6 millions, respectivement, sur une population totale de 23 millions). Cependant, beaucoup de ces « bouddhistes » auto-déclarés semblent appliquer le terme de « bouddhisme » à la religion populaire. Le bouddhisme peut être aussi confondu avec des croyances syncrétiques locales comme Ikuan Tao, puisque celles-ci ont tendance à donner une place importante à des figures bouddhiques comme Guanyin ou Maitreya, et pratiquent aussi le végétarisme bouddhique. 
Quatre maîtres bouddhistes locaux dont les institutions sont particulièrement reconnues sont comparés par la population aux Quatre Rois célestes du bouddhisme taïwanais. Il s'agit de :
- au nord (Taipei) : Maître Sheng-Yen (聖嚴, décédé en 2009) de la Montagne du Tambour du Dharma (法鼓山)
- au sud (Kaohsiung) : Maître Hsing-Yun (星雲) du Fo Guang Shan (佛光山)
- à l'est (Hualien) : Maître Cheng Yen (證嚴) de la Fondation de Tzu Chi (慈濟基金會)
- à l'ouest (Nantou) : Maître Wei Chueh (惟覺) du Chung Tai Shan (中台山)

Plusieurs de ces figures ont été influencées par le « bouddhisme humaniste » (人間佛教) du maître Yin Shun (印順), une approche qui distingue le bouddhisme taïwanais.  La tradition de Sheng-yen se réclame du bouddhisme zen ; Yin Shun a été inspiré par maître Taixu (太虛) qui est moins connu à Taïwan. Leurs écoles ont des branches partout dans le monde. Inversant la tendance historique à la diffusion du bouddhisme depuis la Chine continentale, ces bouddhistes taïwanais ont joué un rôle important dans la résurgence du bouddhisme en Chine.

## Histoire
Le bouddhisme est apparu à Taïwan pendant la dynastie Ming, introduit par des colons venus des provinces du Fukien et du Kwangtung. Il fut découragé au profit du protestantisme par les colonisateurs venus de Hollande qui contrôlèrent Taïwan de 1624 à 1663, jusqu'à ce que Cheng Cheng-Kung, dit Koxinga, chasse les Hollandais de Taïwan en 1663. Son fils Cheng Ching établit le premier temple bouddhiste de Taïwan.
Quand la dynastie Qing reprit Taïwan au fils de Cheng Ching, Ching Ning, en 1683, de nombreux moines bouddhistes arrivèrent du Fukien et du Kwangtung pour établir leurs temples à Taïwan, et plusieurs sectes bouddhistes différentes se mirent en place. Le bouddhisme monastique, cependant, ne s'établit pas avant le XIXe siècle.
Pendant l'occupation japonaise (de 1895 à 1945), la plupart des bouddhistes de Taïwan étaient affiliés à l'un des trois principaux temples :
- au nord (Keelung) : la Montagne de Yueh-mei (月眉山) fondée par maître Shan-hui (善慧)
- au centre (Miaoli) : le temple de Fa-yun (法雲寺) fondé par maître Chueh-li (覺立)
- au sud (Tainan) : le temple de Kai-yuan (開元寺) également fondé par maître Chueh-li

En tant que colonie du Japon, Taïwan fut influencé par le bouddhisme japonais. Plusieurs temples, y compris certains pouvant être considérés comme plutôt taoïstes, firent l'objet de pressions pour se déclarer affiliés à des courants bouddhistes japonais. L'emphase sur la religion traditionnelle chinoise était considérée comme une forme de protestation contre le gouvernement japonais. On fit des tentatives pour introduire le mariage chez les abbés, comme c'était la coutume au Japon, mais elles restèrent sans effet ; la pratique du végétarisme et le maintien du célibat des abbés devint un autre moyen de protester contre le Japon.
Après la défaite du Japon à la fin de la Seconde Guerre mondiale, Taïwan passa sous le contrôle du gouvernement chinois de Chiang Kai-shek, ce qui donna lieu à de nouvelles pressions politiques. En 1949, de nombreux moines venus de Chine continentale fuirent vers Taïwan avec les forces militaires chinoises, et reçurent un traitement préférentiel de la part du nouveau régime. Pendant cette période, les institutions bouddhistes furent placées sous la dépendance de l'« Association bouddhiste chinoise » (中國佛教會) contrôlée par le gouvernement. Originaire de Chine continentale (à Nanjing), elle était dominée par des maîtres « continentaux ». Son autorité commença à décliner pendant les années 1960 quand le gouvernement commença à autoriser l'établissement d'organisations bouddhistes indépendantes, et plus particulièrement en 1987 lors de l'abolition de la loi martiale.
Un des premiers réseaux privés de centres bouddhistes fut celui de Hsing-Yun, qui s'était d'abord rendu populaire dans les années 1950 à travers des émissions de radio. Un autre personnage-clé était Cheng Yen, une nonne bouddhiste ordonnée par le maître Yin Shun ; elle fonda Tzu Chi, la plus grande organisation humanitaire de Taïwan. On peut difficilement surestimer l'impact de son exemple personnel sur l'image du bouddhisme taïwanais. Tzu Chi dirige plusieurs hôpitaux à Taïwan, ainsi que des organisations d'aide internationale. En 1999, les victimes d'un séisme à Puli remercièrent particulièrement Tzu Chi pour l'efficacité de sa réponse, bien meilleure que celle du gouvernement taïwanais.
Pendant les années 1980, des dirigeants bouddhistes demandèrent au Ministère de l'éducation d'assouplir la législation afin de permettre l'établissement d'une université bouddhique. Finalement, grâce à des contributions rendues possibles par le « Miracle taïwanais », les années 1990 virent la création non pas d'un, mais d'une demi-douzaine d'établissements, chacun associé à un dirigeant bouddhiste différent : l'Université Tzu Chi, l'Université Hsuan Chuang, l'Université Huafan, l'Université Fo Guang, l'Université Nanhua et l'Université de la Montagne du Tambour du Dharma. Les lois  taïwanaises interdisent à ces universités de requérir de leurs élèves d'être pratiquants ou même croyants, si bien que ces institutions ne sont pas si différentes des autres universités. Les diplômes délivrés par les séminaires bouddhistes ne permettent pas d'obtenir d'équivalence dans le système éducatif taïwanais.
En 2001, ouvrit à Taipei le Musée des religions du monde (en) (世界宗教博物館) fondé par le maître Hsin Tao (心道) de Ling Jiou Shan. Outre des expositions sur des dix plus grandes religions du monde, le musée contient également une maquette illustrant le monde du Sūtra Avatamsaka.
En 2009, Taïwan perdit un de ses maîtres bouddhistes les plus influents : Sheng-Yen du monastère de la Montagne du Tambour du Dharma.
Au cours des dernières décennies, le bouddhisme vajrayāna a gagné en popularité à Taïwan, grâce aux visites de lamas tibétains issus des quatre écoles bouddhistes majeures du Tibet (Kagyu, Nyingma, Sakya et Gelug), ainsi que du dalaï-lama Tenzin Gyatso, qui a visité Taïwan en 1997, 2001 et 2009. La « Véritable école de Bouddha » (真佛宗, Zhen Fo Zong) est la plus grande secte bouddhiste vajrayāna à Taïwan[réf. nécessaire], bien qu'au moins sept autres organisations bouddhistes dénoncent la secte comme pratiquant le culte de la personnalité,.

## Évolution récente

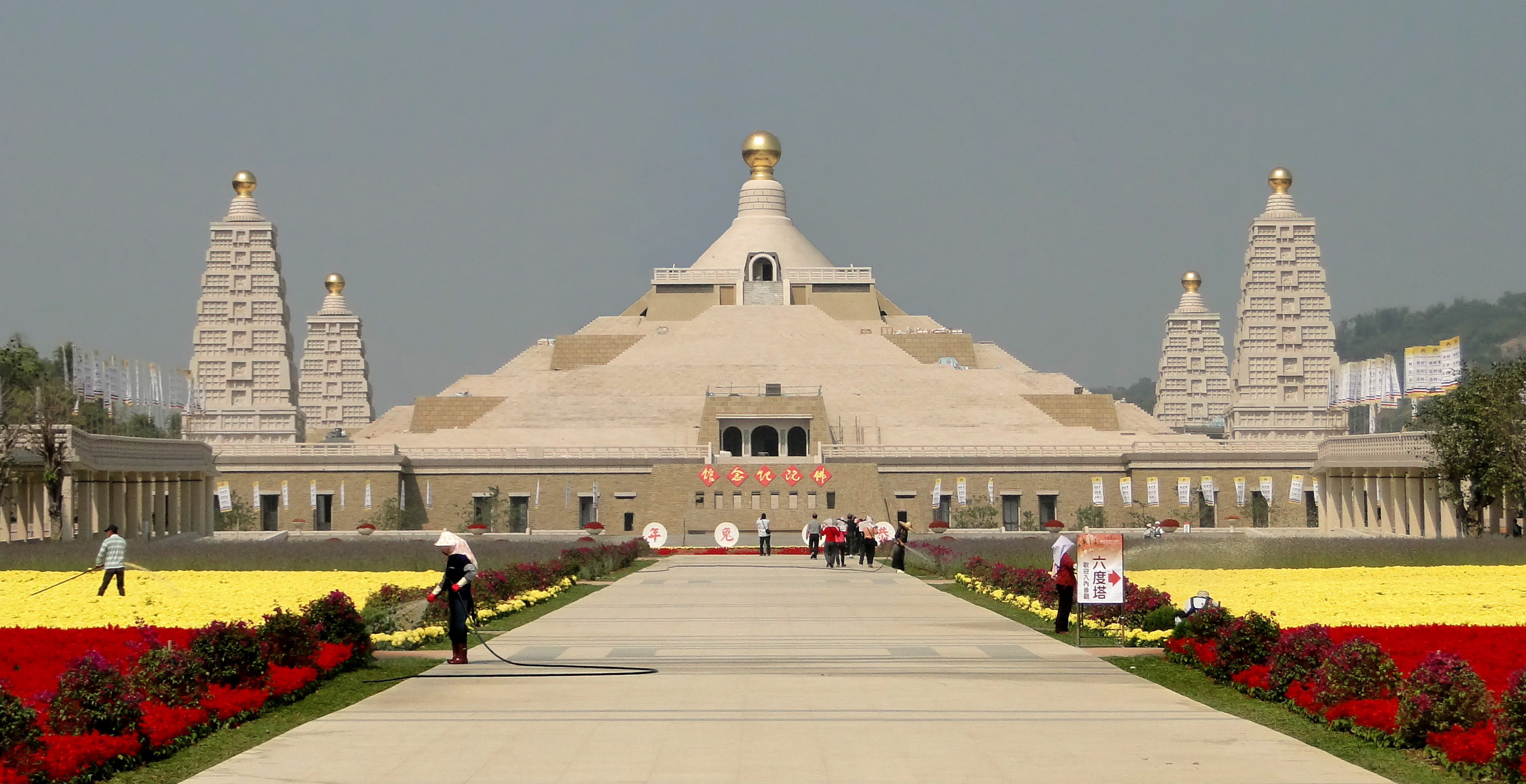
Le nouveau Buddha Memorial Center du Fo Guang Shan près de Kaohsiung, inauguré en 2011.

Les statistiques du Ministère de l'intérieur indiquent que la population bouddhiste à Taïwan est passé de 800 000 personnes en 1983 à 4,9 millions de personnes en 1995, soit une augmentation de 600 % alors que la population globale n'a augmenté que de 12 % environ. De plus, dans la même période, le nombre de temples bouddhistes recensés est passé de 1 157 à 4 020, et le nombre de moines et de nonnes s'élevait à 9 300, contre 3 470 en 1983. Cette augmentation peut être attribuée à l'activité de plusieurs maîtres charismatiques comme ceux mentionnés plus haut.